# Майтобе (Тюлькубаський район)
Майтобе́ (каз. Майтөбе) — село у складі Тюлькубаського району Туркестанської області Казахстану. Адміністративний центр Мічурінського сільського округу.
До 2007 року село називалось Мічуріно.
Населення — 4403 особи (2021; 3924 у 2009, 3305 у 1999, 3659 у 1989).